# Квалификације за Светско првенство за жене 2015. (плеј-оф Конкакаф–Конмебол)
Плеј-оф утакмица Конкакаф–Конмебол у квалификационом такмичењу за Светско првенство у фудбалу за жене 2015. био је двомеч код куће и у гостима који је одредио једно место на финалном турниру који се одржао у Канади. У плеј-офу су учествовали четвртопласирани тим из Конкакафа и трећепласирани тим из Конмебола.

## Квалификоване екипе
| Конфедерација | Позиција                                      | Екипа             |
| ------------- | --------------------------------------------- | ----------------- |
| Конмебол      | Копа Америка у фудбалу за жене 2014. 3. место | Еквадор           |
| Конкакаф      | Конкакафов шампионат 2014. 4. место           | Тринидад и Тобаго |

## Општи преглед
Извлачење редоследа домаћинства одржано је у Цириху 22. јула 2014. Еквадор је био домаћин прве утакмице 8. новембра 2014, а Тринидад и Тобаго реванш 2. децембра 2014.
| Тим #1  | рез.  | Тим #2            | прва утакмица | друга утакмица |
| ------- | ----- | ----------------- | ------------- | -------------- |
| Еквадор | 1 : 0 | Тринидад и Тобаго | 0 : 0         | 1 : 0          |

## Утакмице
| Еквадор | 0 : 0                                   | Тринидад и Тобаго |
| ------- | --------------------------------------- | ----------------- |
|         | Извештај (Конкакаф) Извештај (Конмебол) |                   |

| Тринидад и Тобаго | 0 : 1                                   | Еквадор               |
| ----------------- | --------------------------------------- | --------------------- |
|                   | Извештај (Конкакаф) Извештај (Конмебол) | Моника Кинтерос 90+1’ |

У укупном скору Еквадор је победио са 1 : 0 и пласирао се за Светско првенство у фудбалу за жене 2015..

## Голгетерка
Укупно је постигнуто  1 гол у 2 утакмица, с просеком од 0.5 гола по утакмици.
1 гол
- Моника Кинтерос